# Ménil-Froger
Ménil-Froger é uma comuna francesa na região administrativa da Normandia, no departamento Orne. Estende-se por uma área de 5,17 km². Em 2010 a comuna tinha 56 habitantes (densidade: 10,8 hab./km²).